# Sebastopol (Kalifornija)
Sebastopol je grad u američkoj saveznoj državi Kalifornija. Prema popisu stanovništva iz 2010. u njemu je živjelo 7.379 stanovnika.